# Робиньо
Ро́бсон де Со́уза (порт.-браз. Robson de Souza; род. 25 января 1984, Сан-Висенти), более известный как Роби́ньо (порт.-браз. Robinho) — бразильский футболист, выступавший на позиции нападающего.

## Клубная карьера

### «Сантос»
Родился в бразильском городе Сан-Висенти. С шести лет начал заниматься в футбольной академии клуба «Бейра-Мар». В восьмилетнем возрасте Робиньо оказался в академии «Сантоса» и за девять лет прошёл путь до основной команды. В 2002 году Робиньо дебютировал за «Сантос», в 18 лет сумел стать игроком стартового состава и помог команде выиграть первый с 1968 года чемпионский титул. Несмотря на то, что результативность форварда была не очень высокой, он действовал крайне полезно. Его резкость, скорость и дриблинг позволяли создавать большое количество голевых моментов для своих партнёров. В скором времени на молодого бразильца начали охотиться европейские гранды, однако «Сантосу» удавалось удержать перспективного игрока ещё на протяжении нескольких сезонов. Уже в этот период Робиньо стали сравнивать с «королём футбола» Пеле.

### «Реал Мадрид»
31 июля 2005 года перешёл в мадридский «Реал» за 25 миллионов евро. Дебютировал в Ла Лиге 28 августа 2005 в матче против «Кадиса». Бразильцу удалось сходу стать игроком стартового состава команды. В 2006 году президентом «сливочных» становится Рамон Кальдерон, который в значительной степени обновил состав команды. Несмотря на это Робиньо остался в составе «Реала» и помог ему выиграть два подряд чемпионских титула. Позже он сказал: «Мой уход из „Реала“ получился полемичным из-за меня. Я был очень молод и весьма эмоционален. Сейчас, конечно, я думаю по-другому, обладаю иным менталитетом. Я не отличался примерным поведением в „Реале“»

### «Манчестер Сити»
В ходе летнего трансферного окна 2008 года Робиньо был близок к переходу в лондонский «Челси», однако 1 сентября 2008 года перешёл в «Манчестер Сити», заключив четырёхлетний контракт. По неофициальной информации, за него было заплачено более 40 миллионов евро, что являлось новым рекордом Великобритании, но в 2011 году «Челси» побил этот рекорд, купив Фернандо Торреса за 50 миллионов фунтов.
Незадолго до перехода Робиньо владельцем «горожан» стал шейх Мансур, который начал превращать скромную команду в европейский супер-клуб, в том числе заманивая в команду звёздных футболистов. Одним из таким игроков стал Робиньо. За «Манчестер Сити» бразилец сыграл один полноценный сезон, по итогам которого вошёл в пятёрку лучших бомбардиров Премьер-лиги, забив 14 голов (лучший бомбардир чемпионата Николя Анелька сумел забить лишь на пять голов больше). Однако команда в целом не смогла оправдать возложенных на неё ожиданий и заняла лишь 10-е место. За первую половину следующего сезона Робиньо принял участие лишь в десяти матчах премьер-лиги и забитыми мячами отметиться не сумел. Вероятно, на игре бразильца сказались обвинения в изнасиловании в конце 2009 года. 28 января 2010 Робиньо вернулся в свой родной клуб «Сантос» на правах аренды. Робиньо заявил, что он хотел бы остаться в «Сантосе», но «Манчестер Сити» отказался продлевать аренду, а «Сантос» не смог сделать трансферное предложение. Проведённый период в бразильском клубе оказался достаточно ударным для Робиньо: он принял участие в 17 матчах, отметившись в них 19 забитыми мячами.

### «Милан»
31 августа 2010 года подписал контракт с итальянским клубом «Милан» сроком на 4 года. В сезонах 2010/11 и 2011/12 выступал под номером 70, в остальные сезоны — под номером 7. Первый сезон в составе «россонери» оказался одним из самых удачных в карьере бразильца: миланцы впервые за семь лет выиграли чемпионский титул, а Робиньо с одноклубниками Златаном Ибрагимовичем и Алешандре Пато стал главной атакующей силой команды. Однако уже со следующего сезона игра «Милана» стала ухудшаться, что не могло не сказаться на игре Робиньо, результативность которого резко снизилась. Несмотря на это 18 июля 2013 года Робиньо продлил контракт с клубом до 2016 года. 5 августа 2014 года снова был арендован «Сантосом» до 30 июня 2015 года. По истечении срока аренды бразилец стал свободным агентом. В этот раз Робиньо не сумел продемонстрировать высокого уровня игры.

### Дальнейшая карьера
После ухода из «Милана» карьера Робиньо пошла на спад. 16 июля 2015 года он перешёл в клуб «Гуанчжоу Эвергранд». Контракт с бразильцем рассчитан на полгода. За китайский клуб бразилец провёл всего 9 матчей, но сумел стать чемпионом Китая, а по истечении контракта стал свободным агентом. 11 февраля 2016 года Робиньо вернулся на родину, став игроком «Атлетико Минейро», контракт был рассчитан на два сезона. Здесь нападающий провёл достаточно результативный отрезок карьеры, но на былой уровень выйти не сумел.
23 ноября 2017 года судом Милана приговорён к 9 годам лишения свободы за участие в групповом изнасиловании, совершённом на дискотеке в Милане 22 января 2013 года. Робиньо инкриминировано изнасилование 22-летней албанки. Сам футболист не согласился с заключением и выразил желание обжаловать приговор. На момент вынесения приговора Робиньо проживал в Бразилии, которая не имеет договора с Италией о выдаче уголовных преступников, также как и Турция, куда футболист перебрался в начале 2018 года. Эти обстоятельства позволили Робиньо избежать реального тюремного заключения.
22 января 2018 года Робиньо перешёл в «Сивасспор», а почти через год — 5 января 2019 года подписал контракт с «Истанбул Башакшехир».
10 октября 2020 года Робиньо возвратился в «Сантос», подписав пятимесячный контракт с заработной платой в 229 евро в месяц. Он сказал после перехода: «Этот клуб всегда был мне домом. Хочу помогать команде на поле и за его пределами. Сейчас клуб переживает непростые времена с точки зрения финансового положения. Пришло время чем-то ему помочь. Да, буду выступать за минимальную зарплату, но мне важно просто быть здесь». Однако трансфер был негативно воспринят болельщиками «Сантоса», и уже через неделю после подписания бразильский клуб приостановил действие контракта.
Официально о завершении карьеры футболиста Робиньо не объявлял из-за того, что стал избегать публичности на фоне ситуации с тюремным сроком.
21 марта 2024 года Робиньо был арестован в своём доме в бразильском Сантосе и отправлен в тюрьму после достижения договорённости между Бразилией и Италией об отбытии футболистом срока на родине.

## Карьера в сборной
13 июля 2003 года Робиньо дебютировал в сборной Бразилии в матче против Мексики. 9 февраля 2005 года забил первый мяч за сборную в игре против команды Гонконга (7:1). В июне 2005 года забил два мяча на Кубке конфедераций в Германии (в ворота Греции и Японии). На чемпионате мира 2006 года в основном выходил на замену, в стартовом составе сыграл только в матче с Японией (4:1). Голами не отметился. Основными игроками в нападении бразильцев были Роналдо, Роналдиньо, Адриано и Кака. В отсутствие нападающих, принимавших участие в чемпионате мира 2006 года, был незаменимым на Кубке Америки 2007 года. Выступал под номером 11, который раньше носил Ромарио. Робиньо забил 4 гола на групповом этапе, включая хет-трик в ворота Чили. Потом два гола в четвертьфинале против сборной Чили (6:1). В финале Бразилия обыграла Аргентину со счётом 3:0. Робиньо получил золотую бутсу и награду лучшему игроку Кубка Америки. Участвовал в чемпионате мира 2010 года, где забил два мяча (в ворота сборных Чили и Нидерландов), однако не был включён Луисом Фелипе Сколари в состав сборной на домашний чемпионат мира.
27 июня 2015 года в четвертьфинальном матче Кубка Америки против Парагвая (1:1) забил свой последний мяч за сборную. Бразильцы уступили в серии пенальти и выбыли из турнира. Робиньо был заменён на 87-й минуте на Эвертона Рибейро и в серии пенальти не участвовал. Парагвай затем уступил Аргентине в полуфинале со счётом 1:6. В январе 2017 года вернулся в сборную Бразилии в качестве капитана, чтобы сыграть товарищеский матч с Колумбией, в котором приняли участие только игроки южноамериканских клубов. Выйдя в стартовом составе, Робиньо достиг отметки в 100 матчей за «селесао». Этот матч стал для Робиньо последним в составе национальной команды.

## Статистика
| Клуб                      | Сезон                     | Лига   | Лига  | Кубки  | Кубки | Контин. | Контин. | Итого  | Итого |
| Клуб                      | Сезон                     | Матчей | Голов | Матчей | Голов | Матчей  | Голов   | Матчей | Голов |
| ------------------------- | ------------------------- | ------ | ----- | ------ | ----- | ------- | ------- | ------ | ----- |
| Сантос                    | 2002                      | 30     | 10    | 0      | 0     | 0       | 0       | 30     | 10    |
| Сантос                    | 2003                      | 32     | 9     | 0      | 0     | 14      | 4       | 46     | 13    |
| Сантос                    | 2004                      | 37     | 21    | 0      | 0     | 8       | 4       | 45     | 25    |
| Сантос                    | 2005                      | 11     | 7     | 0      | 0     | 9       | 6       | 20     | 13    |
| Сантос                    | 2010                      | 17     | 19    | 0      | 0     | 0       | 0       | 17     | 19    |
| Всего за «Сантос»         | Всего за «Сантос»         | 127    | 66    | 0      | 0     | 31      | 14      | 158    | 80    |
| Реал Мадрид               | 2005/06                   | 37     | 8     | 6      | 4     | 8       | 0       | 51     | 12    |
| Реал Мадрид               | 2006/07                   | 32     | 6     | 2      | 1     | 7       | 1       | 41     | 8     |
| Реал Мадрид               | 2007/08                   | 32     | 11    | 4      | 0     | 6       | 4       | 42     | 15    |
| Всего за «Реал»           | Всего за «Реал»           | 101    | 25    | 13     | 5     | 21      | 5       | 135    | 35    |
| Манчестер Сити            | 2008/09                   | 31     | 14    | 0      | 0     | 10      | 1       | 41     | 15    |
| Манчестер Сити            | 2009/10                   | 10     | 0     | 2      | 1     | 0       | 0       | 12     | 1     |
| Всего за «Манчестер Сити» | Всего за «Манчестер Сити» | 41     | 14    | 2      | 1     | 10      | 1       | 53     | 16    |
| Милан                     | 2010/11                   | 33     | 14    | 4      | 1     | 7       | 0       | 44     | 15    |
| Милан                     | 2011/12                   | 28     | 5     | 4      | 1     | 8       | 3       | 40     | 9     |
| Милан                     | 2012/13                   | 23     | 2     | 1      | 0     | 3       | 0       | 27     | 2     |
| Милан                     | 2013/14                   | 20     | 3     | 1      | 1     | 7       | 1       | 21     | 5     |
| Всего за «Милан»          | Всего за «Милан»          | 104    | 24    | 10     | 3     | 25      | 4       | 127    | 31    |
| Всего за карьеру          | Всего за карьеру          | 371    | 129   | 25     | 9     | 87      | 24      | 483    | 162   |

## Достижения

### Командные
«Сантос»
- Чемпион Бразилии (2): 2002, 2004
- Финалист Кубка Либертадорес: 2003

«Реал Мадрид»
- Чемпион Испании (2): 2006/07, 2007/08
- Обладатель Суперкубка Испании: 2008

«Милан»
- Чемпион Италии: 2010/11
- Обладатель Суперкубка Италии: 2011

«Гуанчжоу Эвергранд»
- Чемпион Китая: 2015

«Истанбул Башакшехир»
- Чемпион Турции: 2019/20

Сборная Бразилии
- Финалист Золотого кубка КОНКАКАФ: 2003
- Обладатель Кубка конфедераций (2): 2005, 2009
- Обладатель Кубка Америки: 2007

### Личные
- Обладатель «Серебряного мяча» (по версии журнала «Плакар»): 2002
- Обладатель «Золотого мяча» (по версии журнала «Плакар»): 2004
- Лучший бомбардир Кубка Америки: 2007 (6 мячей)
- Лучший игрок Кубка Америки: 2007